# Carlos Kroeber
Carlos Henrique Kroeber est né à Belo Horizonte, au Brésil, le 20 septembre 1934 et est décédé à Rio de Janeiro, le 12 juin 1999. C’est un acteur de cinéma, de théâtre et de télévision brésilien. Il est également l’un des fondateurs du Teatro Experimental de Belo Horizonte, en 1955.

## Filmographie partielle
- 1973 : Jeanne, la Française de Carlos Diegues : Aureliano[1]
- 1980 : Bye Bye Brasil de Carlos Diegues
- 1986 : Vera de Sergio Toledo
- 1990 : O Quinto Macaco d'Éric Rochat